# 須賀神社 (横浜市)
須賀神社（すがじんじゃ）は、神奈川県横浜市泉区にある祇園信仰の神社。明治時代の神仏分離までは牛頭天王社と称しており、現在も「和泉の天王様」とも呼ばれている。

## 祭神
素盞嗚命、櫛名田比売命の夫妻神。

## 歴史
源頼家の遺児・千寿丸を擁立し執権・北条義時の打倒を図った泉親衡が、泉小次郎親衡館（中和田城）を築城した1212年（建暦2年）に鎮守として創建したと伝えられる。

## 祭事・年中行事
- 例祭は7月の天王祭りで、神輿渡御が行われる。

## 交通アクセス
- 最寄駅：相鉄いずみ野線 いずみ中央駅